# Seguenzia elegans
Seguenzia elegans is een slakkensoort uit de familie van de Seguenziidae. De wetenschappelijke naam van de soort is voor het eerst geldig gepubliceerd in 1885 door Jeffreys.